# Slint
Slint — американская мат-рок-группа, в состав которой входили Брайан Макмаан (гитара и вокал), Дэвид Пахо (гитара), Бритт Уолфорд (ударные), Тодд Брашир (бас-гитара на Spiderland) и Итан Баклер (бас-гитара на Tweez). Она была образована в Луисвилле в 1986 году и распалась в 1991 году, вскоре после записи второго альбома Spiderland. В 2005 и 2007 годах музыканты несколько раз выступали, однако новый материал не выпустили.

## История
Уолфорд и Макмаан начали вместе играть музыку в раннем возрасте, и, когда ещё учились в средней школе, образовали группу Languid and Flaccid с Недом Оулдемом (позднее входил в состав The Anomoanoan). Оба были также участниками луисвиллской панк-группы Squirrel Bait, но Уолфорд покинул коллектив после первой сессии. Кроме того, прежде чем образовать Slint, Пахо и Уолфорд (и недолго Макмаан) были в группе Maurice вместе с будущими участниками Kinghorse. В 1985 году Уолфорд, Пахо и Баклер под именем «Small Tight Dirty Tufts of Hair; BEADS» отыграли первый концерт.
Первый альбом Slint под названием Tweez был записан под руководством Стива Альбини в 1987 году и выпущен на лейбле Jennifer Hartman Records в 1989 году. Два года спустя за ним последовал высоко оценённый критиками диск Spiderland; он был записан с Брайаном Полсоном и выпущен на Touch and Go Records. Позднее группа была отнесена к числу пионеров жанра построка, и Spiderland вдохновлял последующие группы этого жанра.
Touch and Go Records перевыпустил Tweez в 1993 году. Наконец в 1994-м, после распада группы, вышел мини-альбом без названия с двумя песнями, записанными ещё в 1989 году: ранее не выпущенный трек «Glenn» и новая интерпретация «Rhoda» из Tweez.
С тех пор участники Slint играли во многих группах. В 2009 году гитарист Дэвид Пахо выступал с Yeah Yeah Yeahs в качестве дополнительного музыканта, играющего на концертах. Непродолжительное время он играл на бас-гитаре в Interpol, выступал под псевдонимом PAJO и иногда со своей группой Papa M. Пахо входил также в состав Dead Child, Tortoise, Palace, The For Carnation и группы Билли Коргана Zwan. Гитарист Брайан Макмаан сформировал коллектив The For Carnation в 1994 году, а также играл с Уиллом Олдхэмом в Palace. Бритт Уолфорд был барабанщиком Evergreen и The Breeders. Итан Баклер входил в состав группы King Kong.
Почти пятнадцать лет спустя после распада коллектива три участника Slint — Брайан Макмаан, Дэвид Пахо и Бритт Уолфорд — воссоединились, чтобы курировать музыкальный фестиваль All Tomorrow’s Parties, прошедший на пляже Кэмбер-Сэндс в 2005 году. В том же году Slint отыграли несколько концертов в США и Европе. Хотя музыканты утверждали, что воссоединение было краткосрочным, они вновь собрались вместе в 2007 году и исполняли Spiderland целиком в Барселоне в рамках фестиваля Primavera, в Лондоне
и ещё на нескольких концертах в Европе, США и Канаде. Помимо материала второго студийного диска и мини-альбома Slint, группа также представила новую композицию «King’s Approach». После турне 2007 года Slint не записывались и не выступали вместе.
На протяжении 2013 года Slint работали над ремастерингом второй студийной работы. Бокс-Сет поступил в продажу 16 марта 2014 года.

## Дискография

### Альбомы
- Tweez (1989)
- Spiderland (1991)

### Мини-альбомы
- Slint (1994)